# Parque natural nacional del Bajo Dniéster
El parque natural nacional del Bajo Dniéster (en ucraniano: Нижньодністровський національний природний парк) cubre una porción grande del limán del río Dniéster cuando éste llega al Mar Negro en el sudoeste ucraniano. Las llanuras de inundación y los cursos de agua son un punto importante para aves acuáticas que anidan e invernan. También son importantes para el desove de peces, en el parque hay registradas más de 70 especies de peces en 20 grupos. Dentro del parque se encuentran dos humedales Ramsar de relevancia internacional. El parque se encuentra a unos 30 km al oeste de la ciudad de Odesa, en los distritos administrativos (raiones) de Bilhorod-Dnistrovskyi, Biliaivka y Ovídiopol en el óblast de Odesa.

## Topografía
El parque abarca la parte septentrional del limán (estuario) del río Dniéster, incluyendo la confluencia del Dniéster con el río Turunchuk, el cual entra desde Moldavia por el oeste. La zona costera es una laguna de agua dulce y las zonas del interior son deltas interiores permanentes y lagos intermintentes de agua dulce. Como es habitual en los parques nacionales de Ucrania, el Bajo Dniéster está dividido en diferentes zonas: protección de la naturaleza, actividades recreativas reguladas, actividades recreativas fijas y uso económico. La parte sur del parque, en el golfo de Karogol, es una reserva ictiológica en la que está prohibida la pesca.

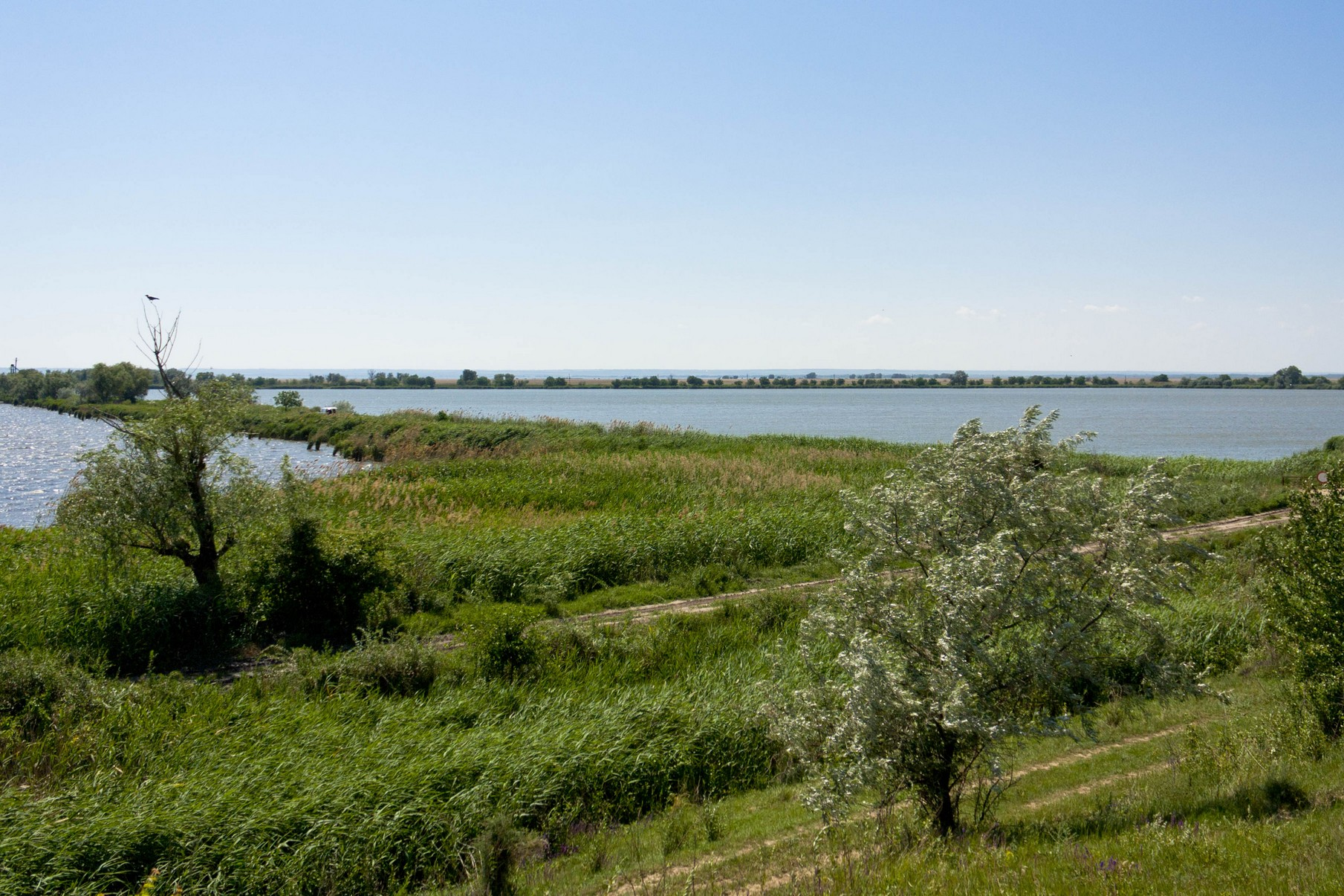
Área protegida en el Parque del Bajo Dniéster

## Clima y ecorregión
El clima de más Bajo Dniéster es un clima continental húmedo de templado hemiboreal (Clasificación climática de Köppen (Dfb)). Este clima se caracteriza por grandes oscilaciones de temperatura, tanto diurnas como estacionales, con veranos suaves e inviernos fríos y nevados. Las precipitaciones alcanzan una media de 300-400 milímetros al año.
El Parque Nacional del Bajo Dniéster está situado en la ecorregión de la estepa póntica–caspiana, una región que abarca una extensión de praderas que va desde la orilla norte del Mar Negro hasta el oeste de Kazajistán.

## Flora y fauna
Los hábitats del parque incluyen penínsulas acumulativas, matorrales de carrizo, crestas de desplazamiento, turberas flotantes e islas de bosque inundable.
Se estima que hasta 15,000 parejas de aves nidificantes habitan en el parque. Las especies de aves acuáticas que más anidan son la focha común, el somormujo lavanco, el ánade real, y la gaviota reidora.

## Uso público

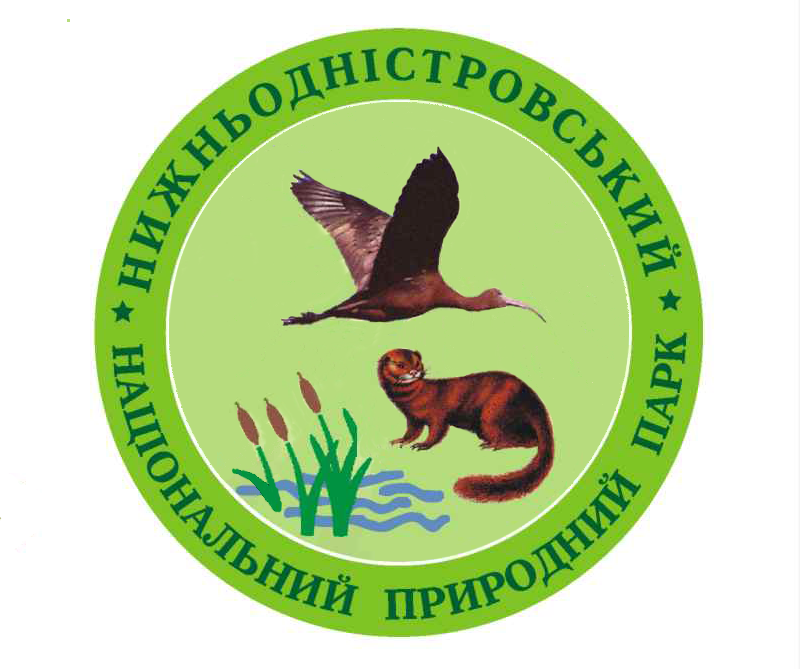
Logotipo de parque

Hay cuatro grandes rutas de ecoturismo en el parque: (a) "Amazonas del Dniéster", una ruta fluvial con seis paradas de observación a través del Estrecho del Amazonas (un pintoresco canal en un bosque) y el río Turunchuk, (b) "Ibis Brillante", un recorrido paralelo al primero, (c) el "Reino de los Pájaros", una excursión de 20 km para la observación de aves a través de los tramos poco profundos del estuario, y (d) el "Sendero de Papá Ovsia".